# 2020年東京パラリンピックのサントメ・プリンシペ選手団
2020年東京パラリンピックのサントメ・プリンシペ選手団は、2021年8月24日から9月5日まで日本の東京で開催された2020年東京パラリンピックサントメ・プリンシペ選手団の名簿。

## 選手団
- 人員: 選手 1人
- 開会式旗手: アレックス・アンジョス

## 種目別選手・スタッフ名簿及び成績

### 陸上
| 選手                   | 種目         | 予選   | 予選       | 決勝     | 決勝     |
| 選手                   | 種目         | 結果   | 順位       | 結果     | 順位     |
| ---------------------- | ------------ | ------ | ---------- | -------- | -------- |
| アレックス・アンジョス | 男子400m T47 | 54秒24 | 12位 (7着) | 予選敗退 | 予選敗退 |